# Villaggio olimpico di Gangneung
Il villaggio olimpico di Gangneung (강릉 올림픽 선수촌?) è uno dei due villaggi olimpici che ha ospitato nel 2018 gli atleti dei XXIII Giochi olimpici invernali, nonché le loro squadre tecniche e gli arbitri e i funzionari dei giochi. È localizzato nell'omonima città, nella provincia di Gangwon.
I lavori di costruzione del villaggio, affidati alla Korea Land and Housing Corporation, sono iniziati nel maggio 2015 e si concluderanno nell'ottobre 2017. Il complesso si compone di nove edifici per un totale di 642 appartamenti. Al termine dei giochi gli appartamenti diventeranno delle residenze private.